# Ghiacciaio Line
Il ghiacciaio Line è un ghiacciaio vallivo situato sulla costa di Borchgrevink, nella regione nord-occidentale della Dipendenza di Ross, in Antartide. In particolare, il ghiacciaio, il cui punto più alto si trova a circa 1800 m s.l.m., si trova nei monti della Vittoria e fluisce verso est a partire dal versante sud-orientale dell'altopiano Malta, scorrendo fra il picco Collins, a nord, e il monte Alberts, a sud, fino a unire il proprio flusso a quello del ghiacciaio Borchgrevink.

## Storia
Il ghiacciaio Line è stato mappato per la prima volta da membri dello United States Geological Survey grazie a fotografie e ricognizioni aeree effettuate dalla marina militare statunitense tra il 1960 e il 1964. Esso è stato poi così battezzato dal comitato consultivo dei nomi antartici in onore di Kenneth Line, ingegnere membro del reparto glaciologico del Programma Antartico degli Stati Uniti d'America di stanza all'isola Isola Roosevelt nel periodo 1967-68.